# Deutereulophus froudei
Deutereulophus froudei är en stekelart som först beskrevs av Girault 1938.  Deutereulophus froudei ingår i släktet Deutereulophus och familjen finglanssteklar. Inga underarter finns listade i Catalogue of Life.